# Moacir Gadotti
Moacir Gadotti (Rodeio, 21 de outubro de 1941) é educador, escritor e professor universitário brasileiro especializado no pensamento pedagógico de Paulo Freire, em educação popular e em pedagogia da terra.

## Biografia
O ingresso de Moacir Gadotti no ensino superior ocorreu em instituições religiosas católicas, ao obter a licenciatura em pedagogia e filosofia pela Faculdade de Filosofia Nossa Senhora Medianeira, uma instituição mantida pela Companhia de Jesus, onde concluiu a última graduação em 1971. Dois anos depois, tornou-se mestre em filosofia da educação pela Pontifícia Universidade Católica de São Paulo (PUC-SP) e, ainda na década de 1970, ele obteve o título de doutor em ciências da educação pela Universidade de Genebra, na Suíça, e livre docente pela Universidade Estadual de Campinas (Unicamp).
Foi durante o período em que esteve em Genebra, em 1974, que ele conheceu Paulo Freire no exílio, momento que marcou sua trajetória biográfica ao ponto de se tornar especialista no pensamento freireano.
Possui várias publicações voltadas para a área de educação entre elas Educação e poder. (Cortez, 1988), Paulo Freire: Uma bibliografia (Cortez, 1996), Pedagogia da Terra (Petrópolis, 2000) e Educar para um Outro Mundo Possível (Publisher Brasil, 2007).
Integrou a primeira diretoria executiva da Fundação Wilson Pinheiro, fundação de apoio partidária instituída pelo Partido dos Trabalhadores em 1981 (antecessora da Fundação Perseu Abramo).

## Obras
- Pedagogia: diálogo e conflito (Cortez, 1985)
- Educação e compromisso (Papirus, 1985)
- Educação e poder (Cortez, 1988)
- Marx: Transformar o mundo (FTD, 1989)
- Histórias das idéias pedagógicas (Ática, 1993)
- Pedagogia da práxis (Cortez, 1995)
- Paulo Freire: Uma bibliografia (Cortez, 1996)
- Perspectivas atuais da educação (Artmed, 2000)
- Pedagogia da terra (Petrópolis, 2000)
- Os mestres de Rousseau (Cortez, 2004)
- Boniteza de um sonho: ensinar-e-aprender com sentido (WTC Editora, 2007)
- Educar para um outro mundo possível (Publisher Brasil, 2007).
- Educar para a sustentabilidade (Ed,L Editora, 2009)

1. 1 2 3  «Centenário de Paulo Freire: entrevista com Moacir Gadotti». Comunicação e Educação. USP. 2021. Consultado em 30 de abril de 2024
2. ↑  «EDUCADOR MOACIR GADOTTI PALESTROU PARA PROFESSORES DA GERED DE VIDEIRA». Secretaria de Educação do Estado de Santa Catarina. 18 de outubro de 2012. Consultado em 30 de abril de 2024